# Noubir Amaoui
Noubir Amaoui, né en 1935 dans la région de Ben Ahmed et mort le 7 septembre 2021, est un syndicaliste marocain, fondateur du syndicat Confédération démocratique du travail (CDT) et son secrétaire général de 1978 à 2018.

## Biographie
En 1975, le parti de l'Union socialiste des forces populaires (USFP) voit le jour à la suite d'une fraction au sein de l'Union nationale des forces populaires (UNFP). Trois ans plus tard, l'USFP décide de créer sa propre centrale syndicale, la Confédération démocratique du travail (CDT). Le 26 novembre 1978, lors du congrès constitutif du syndicat, Noubir Amaoui est alors élu secrétaire général.
En juin 1981, il appelle à une grève générale et est emprisonné lors des émeutes qu'a connues Casablanca. Cela le dote d'une légitimité afin de confirmer l'auto-proclamation de son nouveau syndicat, la CDT, dans l'échiquier syndical marocain, en tant qu'alternative historique pour la classe ouvrière marocaine. Il est à noter que la CDT est née d'une scission avec l'Union marocaine du travail (UMT), premier syndicat marocain créé quelques mois avant l'indépendance du Maroc en 1955.
En 1992, lors d'un entretien accordé au journal espagnol El País, il qualifie les ministres marocains de « bandes de voleurs » et dénonce la corruption du régime. Il est alors condamné à deux années de prison ferme pour « injures et diffamation » à l'encontre des autorités du pays. Il sera gracié par le roi Hassan II après quatorze mois de détention. 
En 2001, il délaisse sa formation historique, l'USFP, pour participer à la création d'un nouveau parti, le Congrès national Ittihadi (CNI), aux côtés de son ami Abdelmajid Bouzoubaâ.
En juin 2011, à la suite du printemps arabe et la révision constitutionnelle promise par le roi Mohammed VI, Noubir Amaoui appelle au boycott du référendum constitutionnel et estime que « le projet de Constitution renforce ce qui a toujours eu cours par le passé et ne répond pas à ce qui a été promis ».
En novembre 2018, il quitte son poste de secrétaire  de la Confédération démocratique du travail. Il est remplacé par son adjoint Abdelkader Zaër.